# Offene D-Stimmung
Die Offene D-Stimmung ist eine Skordatur der Gitarre mit der Stimmung D – A – d – fis – a – d1. Die Saiten sind dabei so gestimmt, dass beim Anschlagen der leeren Saiten ein D-Dur-Akkord erklingt. Diese Stimmung wird vor allem beim Einsatz eines Bottlenecks für die Slide-Gitarre verwendet. 

## Das Stimmen
Ausgehend von der Standardstimmung (E – A – d – g – h – e1) erhält man die offene D-Stimmung (D – A – d – fis – a – d1) wie folgt:
- Die sechste Saite (Bass-Saite) wird einen Ganzton tiefer gestimmt. Sie muss dann eine Oktave tiefer klingen als die leere vierte Saite. Die sechste Saite im siebten Bund und die leere fünfte Saite sollten also gleich klingen.
- Die dritte Saite wird einen Halbton tiefer gestimmt und klingt dann wie die am vierten Bund gegriffene vierte Saite.
- Die zweite Saite wird einen Ton tiefer gestimmt. Sie klingt dann eine Oktave höher als die leere fünfte Saite oder wie die im dritten Bund gegriffene dritte Saite.
- Die erste Saite wird ebenfalls einen Ganzton tiefer gestimmt und klingt dann eine Oktave höher als die leere vierte Saite oder wie die zweite Saite im fünften Bund.

## Grifftabelle
Die Ziffern bezeichnen die Bünde der zu greifenden Saiten; links die Bass-Saite. Mit x bezeichnete Saiten werden nicht angeschlagen.
| A   | x02342    |
| A   | 777777    |
| A7  | x02142    |
| A7  | 7777(10)7 |
| H   | 464564    |
| Hm  | 020020    |
| D   | 000000    |
| D   | 000054    |
| D7  | 000030    |
| D7  | 000657    |
| E   | 222222    |
| Em  | xx2122    |
| F#  | 444444    |
| F#m | 044004    |
| G   | 555555    |
| G   | 020120    |
| G7  | 020123    |
| G7  | 555585    |